# De Blauwe Zoom
De Blauwe Zoom is een wijk aan de westzijde van de gemeente Hardinxveld-Giessendam in de Nederlandse provincie Zuid-Holland. De wijk bestaat uit ongeveer 650 koop- en huurwoningen, een sporthal, een bedrijventerrein en een station.

## Ligging
Nieuwbouwwijk "De Blauwe Zoom" ligt in het westelijke gedeelte van de gemeente Hardinxveld-Giessendam en wordt omsloten in het noorden door de Schapendrift met hieraan parallel de MerwedeLingelijn en ten zuiden het gebied Buitendams. Ten oosten bevindt zich de Westwijk met op de grens de scholenstrook. Aan de andere kant wordt de wijk begrensd door de Zwijnskade, tevens de gemeentegrens met Sliedrecht.

## Naamgeving
In de projectfase stond de nog te realiseren nieuwbouwwijk bekend als Giessendam-West III (West 3). De huidige naamgeving is de winnende inzending van een wedstrijd, die door de gemeente is uitgeschreven. Bedenker van "De Blauwe Zoom" is Martijn Koutstaal. De naam "De Blauwe Zoom" heeft betrekking op het waterrijke karakter van de nieuwbouwwijk. Tevens verwijst de naam naar de situering van de wijk aan de westzijde (zoom) van Hardinxveld-Giessendam. "De Blauwe Zoom" is gekozen uit 58 inzendingen.